# South Bound Saurez
A South Bound Saurez az angol Led Zeppelin együttes második dala az 1979-es In Through the Out Door albumukról. Szerzője John Paul Jones basszusgitáros/billentyűs hangszerek, és Robert Plant énekes voltak. Az All My Love mellett ez a lemez másik olyan dala, amelyben Jimmy Page gitáros nem volt szerző.

## Történet
A Led Zeppelin hosszú leállás után 1978 novemberében és decemberében bevonult az ABBA svédországi stúdiójába, hogy felvegyék a következő albumukat. A dal zenei részét Jones írta meg, de Plant is rakott hozzá ötleteket. Az album felvételei során Page és John Bonham dobos sok időt töltött együtt, és ritkán jelent meg a stúdióban. Plant-el és Jones-al ellentétben kevesebb időt szenteltek a készülő anyagra, és velük ellentétben akkor is a késő esti órákban. Jones ezáltal az előtérbe került, és sokat kísérletezett zongorán, és a hozzá hasonló egyéb hangszereken, míg az általa írt szövegek Robert Plantnek szólnak.
A "South Bound Saurez" cím tipográfiai hibát tartalmaz, mivel az a és u betűi tévedésből fel lettek cserélve. A saurez egy próbálkozás a francia szóirée szó írására, ami azt jelenti, hogy este vagy fél. A Suarez pedig utalhat egy bortermelő régióra Uruguayban, Amerika déli részén. A dal dalszövegei támogatják ezt az elméletet, amely megemlíti, hogy délre repültek (déli irányban), de boldogok voltak, hogy a lábuk újra a földre ért, és hogy sétálhatnak. A dal kezdése egy csehó hangulatát megidéző bárzongora bevezetéssel indul, majd a továbbiakban egész végig Jones zongorája a domináns. Játékstílusában olyan rock and roll technikával játszik, amilyeneket korábban Little Richard-tól vagy Jerry Lee Lewis-tól lehetett hallani. Page gitárja mindvégig a háttérben marad, kizárólag kíséretként szólal meg. Egyes vélemények szerint játéka, a riffek hiányában fáradtnak tűnik. A szerzemény gitárszólót is tartalmaz, ami viszont hanyagul van feljátszva, bár a zenekar szándékosan hagyta benn a hibáival együtt.
Az egyszerű darabból árad a jó hangulat ennek megfelelően a szövege is kedélyes. Plant teljesen beleéli magát a szövegbe, amellyel azt üzeni, hogy érezzük jól magunkat és táncoljuk ki a bánatunkat. A "handabandázó szerelmes" szerepében tetszelgő Plant előadása révén olyan összhatást kelt a szám, mintha egy kocsmazenekar zenélne. A "South Bound Saurez"-t soha nem játszották a Led Zeppelin koncerteken.
Az In Through the Out Door 2015-ös deluxe edition újrakiadásán meghallgatható a dal nyers verziója, ahol Southbound Piano néven szerepel. 

## Közreműködők
- Jimmy Page – gitár
- Robert Plant – ének
- John Paul Jones – basszusgitár, zongora
- John Bonham – dob